# Décès en 1188
Décès
- 1184
- 1185
- 1186
- 1187
- 1188
- 1189
- 1190
- 1191
- 1192

Cette page dresse une liste de personnalités mortes au cours de l'année 1188 :
- 1er janvier : Henri de Marcy, ou Henri Settimo de Marcy (ou de Marciac), abbé de Hautecombe, abbé de Clairvaux puis cardinal-évêque d'Albano et légat du pape en 1181.
- 22 janvier : Ferdinand II de León, roi de Léon et de Galice.
- 26 janvier : Eystein Erlendsson, archevêque de Nidaros.
- 4 mars : Rolland,  archevêque de Dol, Cardinal-diacre de S. Maria in Portica Octaviae.
- 31 mars : Fouques de Thorame, évêque de Marseille.
- 25 avril : Thibaut, évêque de Nevers.
- 19 mai : Gérard Mainard,  cardinal français.
- 11 octobre[1] : Robert Ier, comte de Dreux, fils du roi Louis VI, dit Le Gros et d’Adélaïde de Savoie.
- 16 octobre : Urraque de Portugal, noble espagnole.
- 1er novembre : Roger-Bernard Ier de Foix, dit le Gros, comte de Foix.
- 4 novembre : Thibaud Ier de Vermandois, cardinal français.

- Gérard II de Vaudémont, comte de Vaudémont.
- Jon Ingesson Kuvlung, prétendant à la couronne du royaume de Norvège  pendant la période des guerres civiles et rival du souverain régnant Sverre de Norvège.
- Oussama Ibn Mounqidh, écrivain, historie, diplomate et homme politique syrien (né en 1095), auteur de son autobiographie.
- Pietro Torchitorio III, Juge de Cagliari.
- Reiner de Saint-Laurent, moine de l'abbaye Saint-Laurent de Liège.
- Richard d'Ilchester, évêque de Winchester.
- Roger de Montbray, seigneur de Montbray en Normandie et lord d'Axholme en Angleterre.
- Simon de Montfort, seigneur de Montfort-l'Amaury.

date incertaine (vers 1188)
- Geoffroy III de Joinville, seigneur de Joinville.

## Crédit d'auteurs
- Cet article est partiellement ou en totalité issu de l'article intitulé « 1188 » (voir la liste des auteurs).